# Johnny Haynes

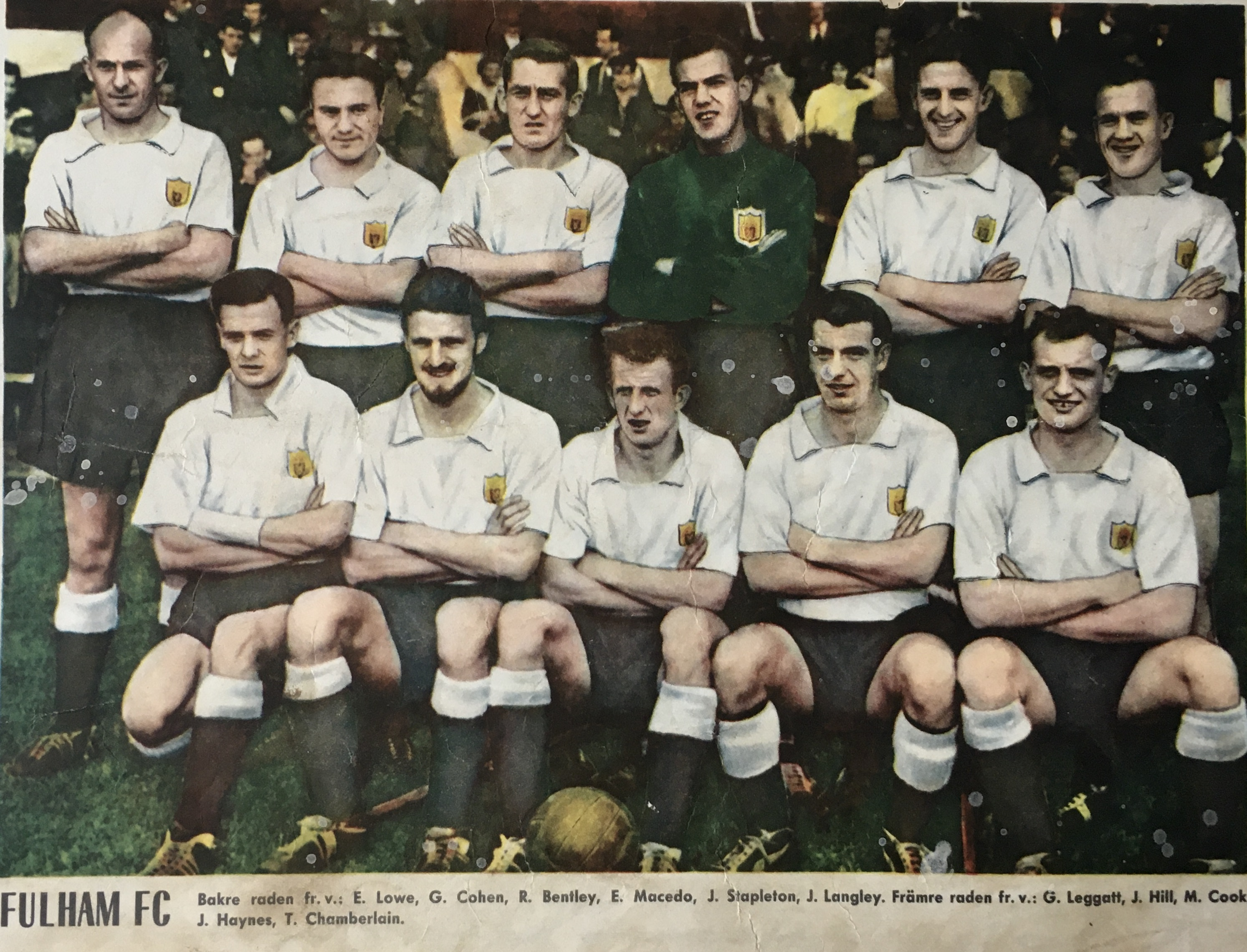
FC Fulham, 1958 mit Johnny Haynes.

John Norman „Johnny“ Haynes (* 17. Oktober 1934 in Kentish Town, London; † 18. Oktober 2005 in Edinburgh) war ein englischer Fußballspieler. Der als „Maestro“ bewunderte Halbstürmer und Rekordeinsatzspieler des FC Fulham war der erste Profifußballer, dem 100 Pfund pro Woche gezahlt wurden, und kam in 56 Länderspielen und zwei Weltmeisterschaftsturnieren (1958 und 1962) für England zum Einsatz.

## Sportlicher Werdegang

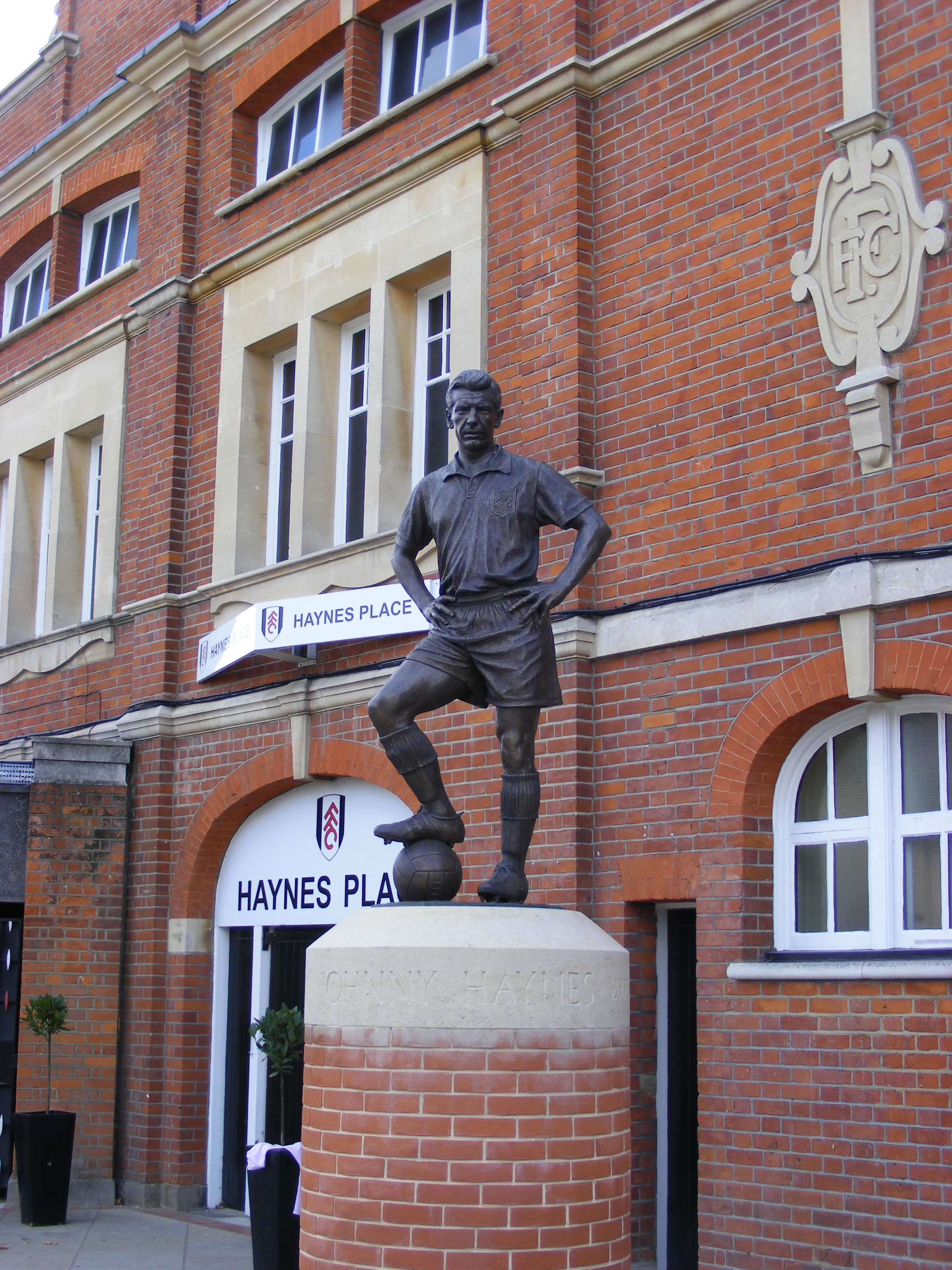
Skulptur von Haynes vor dem Craven Cottage

Da der FC Fulham in den späten 1940ern keine eigene Jugendabteilung besessen hatte, spielte Haynes zunächst in den Nachwuchsmannschaften des FC Feltham, des FC Wimbledon und Woodford Town, bevor es ihn 1950 mit seinem Freund Tosh Chamberlain doch noch zu den „Cottagers“ zog. Im Mai 1952 wurde er Profispieler und am Boxing Day desselben Jahres bestritt er gegen den FC Southampton (1:1) seine erste Partie für den Zweitligisten. Schon in jungen Jahren zeigte sich, dass der technisch beschlagene Halbstürmer zu einer Schlüsselfigur werden sollte. Zu einer Zeit, als die Mannschaften im WM-System noch mit fünf Angreifern (zwei Flügel-, zwei Halb- und einem Mittelstürmer) agierten und die eigenen Außenverteidiger den Flügelspielern in ihrer Manndeckung bis zur Seitenlinie folgten, war er vor allem mit seinen langen Diagonalpässen in die gegnerische Hälfte sehr erfolgreich. In seiner ersten vollständigen Spielzeit 1953/54 war er zudem mit 18 Pflichtspieltreffern torgefährlich und obwohl er nur in der Second Division spielte, absolvierte er am 2. Oktober 1954 gegen Nordirland sein erstes Länderspiel für England – beim 2:0-Erfolg gelang ihm dabei auf Anhieb sein erstes Tor.
Beim FC Fulham und in der englischen Auswahl war Haynes in den folgenden Jahren Stammspieler. Nachdem er bereits 1954 im erweiterten Kader gestanden hatte, aber nicht zum Turnier in der Schweiz angereist war, absolvierte er 1958 in Schweden sowie 1962 in Chile zwei WM-Endrundenturniere für England – er schied dabei jeweils vorzeitig zunächst in der Gruppenphase und vier Jahre später im Viertelfinale aus. Mit 26 Toren in 34 Meisterschaftspartien – darunter alle vier Treffer beim 4:2-Sieg gegen Lincoln City – war Haynes in der Saison 1958/59 maßgeblich daran beteiligt, dass der FC Fulham nach sieben Jahren Zweitklassigkeit wieder in die First Division zurückkehrte. Zwei Jahre später war er Mannschaftskapitän der englischen Auswahl, die am 15. April 1961 den Rivalen aus Schottland spektakulär mit 9:3 besiegte. Haynes selbst schoss zwei Tore und weckte sogar das Interesse des italienischen AC Mailand. Das Angebot schlug der heimatverbundene „Maestro“, wie Haynes genannt wurde, aber ebenso aus, wie in England bereits Offerten des FC Arsenal und Tottenham Hotspur – „unterstützend“ wirkte dabei sicher auch, dass sein Wochengehalt auf bis dato im Vereinigten Königreich unerreichte 100 Pfund angehoben wurde. Bei der Wahl des Fußballers des Jahres Europas kam er 1961 auf den dritten Platz.
Einen schweren Rückschlag erlitt Haynes im August 1962, als er mit dem Auto in Blackpool, wo der Fulham zu dieser Zeit ein Ligaspiel bestritt, verunglückte. Seine Beine waren derart schwer in Mitleidenschaft gezogen, dass ihm offenbart wurde, nie wieder Fußball spielen zu können. Seine internationale Karriere war nach 56 Länderspielen und 18 Toren in jedem Fall beendet. Haynes erlangte nie wieder seine vorherige Schnelligkeit und so konnte er seine Laufbahn in der englischen Auswahl nicht fortsetzen. Dem FC Fulham blieb er noch bis weit in die 1960er Jahre hinein erhalten. Dort musste er am Ende in den Jahren 1968 und 1969 jedoch miterleben, wie sein Verein von der ersten in die dritte Liga durchgereicht wurde. Am 17. Januar 1970 bestritt Haynes, der knapp zwei Jahre zuvor nach der Entlassung von Sir Bobby Robson die „Cottagers“ kurzzeitig trainiert hatte, gegen Stockport County sein 658. und letztes Spiel; ihm gelangen insgesamt 158 Tore für den FC Fulham.
Seine letzten Jahre als Fußballer verbrachte Haynes zu Beginn der 1970er Jahre zumeist in Südafrika; er konnte dort mit Durban City sogar die Meisterschaft gewinnen, was ihm beim kleinen Londoner Klub in Fulham stets versagt geblieben war. In den 1980ern kehrte er auf die britischen Inseln zurück und lebte lange Jahre im schottischen Edinburgh. Dort wurde er im Oktober 2005 auch Opfer eines Autounfalls. Er starb an den Folgen seiner schweren Verletzungen; seine mitreisende Frau und der Fahrer eines weiteren beteiligten PKWs blieben körperlich unversehrt.